# Norops tropidolepis
Norops tropidolepis este o specie de șopârle din genul Norops, familia Polychrotidae, descrisă de Boulenger 1885. Conform Catalogue of Life specia Norops tropidolepis nu are subspecii cunoscute.